# Metall-Isolator-Übergang
Als Metall-Isolator-Übergang bezeichnet man einen Phasenübergang, der auf Quanteneigenschaften der Materie beruht. Dabei treten insbesondere Änderungen der Transporteigenschaften eines Materials, z. B. der elektrischen Leitfähigkeit oder des Reflexionsvermögens, zwischen Werten auf, die typisch für Metalle bzw. für Isolatoren sind.

## Elektrische Leitfähigkeit
Eine der wichtigsten Eigenschaften von Metallen ist ihre elektrische Leitfähigkeit.
Metalle haben eine sehr hohe elektrische Leitfähigkeit, während im Gegensatz dazu Isolatoren elektrische Ladungen sehr schlecht leiten. Bestimmte Materialien können unter spezifischen Bedingungen, bei Änderung des Drucks, der Temperatur, der Dichte oder des Unordnungsgrades vom einen in den anderen Zustand wechseln. Im letztgenannten Fall spricht man auch von einem Metall-Isolator-Übergang vom Anderson-Typ (siehe Lokalisierung (Physik)), in den ersten drei Fällen dagegen von einem Mott-Übergang.
Im physikalischen Modell ist ein Metall ein Material, dessen Fermi-Energie bei einer Temperatur von 0 K, also am absoluten Nullpunkt, innerhalb eines Bandes liegt. Als Folge ist dieses Leitungsband nicht vollständig besetzt. Daraus resultiert im Allgemeinen eine sehr hohe Leitfähigkeit. Bei einem Isolator hingegen liegt die Fermi-Energie in einer Bandlücke, wodurch die Zustände im Valenzband komplett besetzt sind, was elektrische Leitung vollständig verhindert. Bei endlichen Temperaturen ist diese Unterscheidung im Allgemeinen nicht eindeutig. Metalle haben dann eine niedrigere elektrische Leitfähigkeit als ein freies Elektronengas. Es gibt auch keinen perfekten Isolator, der absolut keinen Strom leitet. Der Hauptgrund hierfür sind thermisch angeregte Elektronen, die aufgrund ihrer kinetischen Energie Zustände auch oberhalb der Fermi-Energie besetzen können. Bei Halbleitern, die eine sehr kleine Bandlücke haben, kann so eine starke Steigerung der elektrischen Leitfähigkeit durch die Besetzung des Leitungsbandes durch thermisch angeregte Elektronen erzeugt werden. Die Unterscheidung zwischen Metall und Isolator ist deshalb nicht immer eindeutig und der Übergang zwischen den beiden Zuständen erfolgt oft kontinuierlich.

## Mott-Effekt
Der Mott-Effekt beschreibt den Übergang eines Isolators zu einem Metall aufgrund der Erhöhung des Drucks.
Der einfachste Isolator ist ein Wasserstoffkristall, dessen Atome in hexagonal dichtester Kugelpackung angeordnet sind und dessen Atomorbitale sich nicht überlappen. Dieses Gitter bildet einen Isolator, wenn die Gitterkonstante groß genug ist. Presst man dieses Gitter zusammen, verkleinert man also die Gitterkonstante, wird dieses Material in ein Metall übergehen. Der kritische Wert liegt bei einer Dichte bzw. bei einem Wert der Gitterkonstante, die dem Mott-Kriterium entsprechen:
{\displaystyle (n^{1/3}a_{0})_{c}\mathrel {\stackrel {!}{=}} 0{,}2\quad {\text{(Mott-Kriterium)}}\,,}
wobei {\displaystyle a_{0}} der bohrsche Radius und n die Teilchendichte des Systems ist. Der Mechanismus dieses Übergangs besteht darin, dass die Bandlücke verkleinert wird und sich das Leitungs- und das Valenzband schließlich überlappen. Die Fermi-Energie liegt dann innerhalb eines Bandes und das System ist ein Metall, auch bei niedrigen Temperaturen. Die fundamentale Erkenntnis dieses Gedankenexperimentes ist, dass sich bei genügend hohem Druck jeder Isolator in ein Metall verwandelt.

## Elektronenlokalisierung
Der umgekehrte Fall, dass ein Metall, also ein Leiter, bei 0 K zu einem Isolator wird, stellt ein wesentlich schwieriger theoretisch zu erklärendes Phänomen dar. Das Zusammenbrechen der elektrischen Leitfähigkeit wird durch eine Lokalisierung der im Metall unlokalisierten Elektronenzustände erklärt. Die theoretische Interpretation beruht im Wesentlichen darauf, dass sich die Ladungsträger im Isolator-Zustand so stark abstoßen, dass sie nicht propagieren können. Diese Lokalisierung kommt durch Wechselwirkungseffekte zustande.
Für die Erklärung kommen verschiedene Modelle in Frage. Beim Modell der Anderson-Übergänge (Philip Warren Anderson) tritt eine Lokalisierung der Elektronenzustände auf Grund statistischer Unordnung im System auf. Beim Mott-Hubbard-Übergang (Nevill Francis Mott, John Hubbard) sorgen starke Elektron-Elektron-Korrelationen für ein Einfrieren der lokalen Schwankungen der Elektronenkonzentration. Mit der Elektron-Gitter-Kopplung gibt es eine weitere Möglichkeit, mit der eine starke Einschränkung der Bewegungsfreiheit der Elektronen beschrieben werden kann.
Auf diese Weise kann man physikalisch verstehen, warum bestimmte Metalloxide, -Sulfide und -Selenide, wie etwa NiO usw., Isolatoren sind.

## Beispiele
Ein Beispiel für einen temperaturgetriebenen Metall-Isolator-Übergang wurde in Phosphor-dotiertem Silicium gemessen. Bei Temperaturen unter 0,1 K und Donor-Konzentrationen um 3,6 × 1018 cm−3 wird das gut leitende Material zum Isolator.
Ein weiteres Beispiel ist Kohlenstoff, in welchem der Metall-Isolator-Übergang durch eine Veränderung der räumlichen Struktur verursacht wird. Während Graphit metallische Eigenschaften zeigt, ist Diamant ein Isolator. Einen interessanten zweidimensionalen Grenzfall stellt Graphen dar, bei dem es sich um eine einzelne isolierte Graphitschicht handelt.